# Edern
 Edern  (también así en bretón) es una población y comuna francesa, situada en la región de Bretaña, departamento de Finisterre, en el distrito de Quimper y cantón de Briec.

## Demografía
| 1666 | 1567 | 1590 | 1690 | 1759 | 1804 |
| Para los censos de 1962 a 1999 la población legal corresponde a la población sin duplicidades (Fuente: INSEE [Consultar]) |      |      |      |      |      |